# Dorothea Leighton
Dorothea Cross Leighton (2 de septiembre de 1908 - 15 de agosto de 1989) fue una psiquiatra social estadounidense y fundadora del campo de la antropología médica .  Leighton ocupó cargos docentes en la Universidad de Cornell y la Universidad de Carolina del Norte y fue la presidenta fundadora de la Sociedad de Antropología Médica . Ella y su marido, Alexander Leighton, escribieron The Navajo Door, que ha sido descrito como el primer trabajo escrito sobre antropología médica aplicada.

## Primeros años y educación
Nacida como Dorothea Cross en Lunenburg, Massachusetts, el 2 de septiembre de 1908, asistió al Bryn Mawr College, donde estudió química y biología . Se graduó en 1930 y empezó a trabajar en el Hospital Johns Hopkins como técnica. Después de dos años, se matriculó en la Facultad de Medicina Johns Hopkins y se graduó como médico en 1936. Se casó con un compañero de clase, Alexander Leighton, en 1937 (ella no recibió una cita en Johns Hopkins; él sí) y tuvo dos hijos, luego se divorció en 1965. 

## Carrera e investigación
Después de obtener su título de médico, Leighton estudió antropología en la Universidad de Creighton . Era médica residente en psiquiatría en una clínica de Baltimore . En 1940, Leighton realizó trabajo de campo con el pueblo navajo en Arizona y Nuevo México, afiliado a la Universidad de Chicago . Ella y su marido también hicieron trabajo de campo en Alaska ; Ambos estudios fueron parte de un esfuerzo por incorporar métodos antropológicos en las entrevistas psiquiátricas. En 1942, Leighton publicó un libro que comparaba la filosofía de salud de los navajos con la de los blancos. Luego se desempeñó como médica en el Proyecto de Investigación de la Personalidad de la India de 1942 a 1945. Durante este tiempo, trabajó con Clyde Kluckhohn y John Adair .  Su libro de 1944 The Navajo Door, con Alexander Leighton, se considera "el primer ejemplo de antropología médica aplicada". Fue profesora de desarrollo infantil y relaciones familiares en la Universidad de Cornell de 1949 a 1952. Mientras estuvo en Cornell, estudió psiquiatría en un contexto rural, mediante trabajo de campo en el condado de Stirling, Nueva Escocia .  Alrededor de 1960, viajó a Nigeria para realizar un trabajo de campo similar con el pueblo yoruba, y también realizó estudios similares en Suecia . Luego, Leighton se convirtió en profesora de salud pública y antropología en la Universidad de Carolina del Norte, cargo que ocupó de 1965 a 1974, cuando se jubiló. Se mudó a Fresno, California, y continuó participando de alguna manera en el mundo académico. En 1977, fue profesora en la Universidad de California, San Francisco, y de 1981 a 1982 fue profesora invitada en la Universidad de California, Berkeley, su último puesto académico antes de su muerte el 15 de agosto de 1989 

## Legado
Leighton fundó la Sociedad de Antropología Médica mientras era profesor en la Universidad de Carolina del Norte.  Ella fue su primera presidenta. 